# Anna Rakouská
Anna Rakouská (22. září 1601 Valladolid – 20. ledna 1666 Paříž), rozená španělská infantka Doña Ana María Mauricia, byla od roku 1615 francouzskou královnou a mezi lety 1643 až 1651 francouzskou regentkou.

## Původ a dětství
Narodila se jako nejstarší dcera z manželství španělského krále Filipa III. ze španělské větve Habsburků s Markétou Habsburskou. Se svým bratrem, princem Asturským, budoucím králem Filipem IV., měla v mládí velmi blízký vztah. Byla vychovávána na strohém španělském královském dvoře, v důsledku čehož byla hluboce věřící katoličkou se zaníceným a upřímným náboženským zápalem.

## Manželství
V důsledku prošpanělské politiky vedené královnou regentkou Marií Medicejskou, byl dohodnut dvojitý královský sňatek stvrzující spojenectví Francie a Španělska. Samotnému sňatku předcházelo dne 9. listopadu 1615 slavnostní předání princezen na neutrálním území. Na západním úpatí Pyrenejí protéká řeka Bidassoa, která tvoří přirozenou hranici mezi Španělskem a Francií.

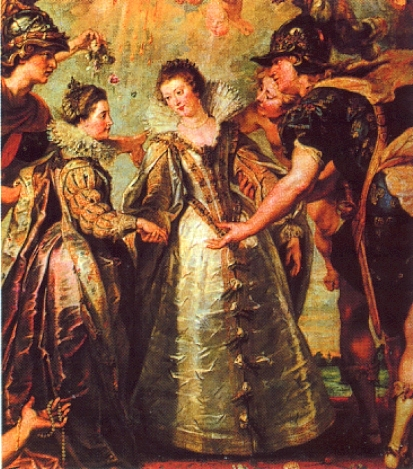
Výměna princezen na Ile des Faisans

V jejím řečišti se nachází Bažantí ostrov (Ile des Faisans), kde se na okamžik setkala španělská infantka Anna a francouzská princezna Alžběta. Princezna Alžběta, kterou se její matka, na rozdíl od bratra Ludvíka, neobtěžovala doprovodit, byla předána Filipu III. a ve Španělsku se provdala za budoucího krále Filipa IV. Svatba Ludvíka XIII. s Doňou Annou se konala 25. listopadu 1615 na svátek svaté Kateřiny. Ženichovi i nevěstě bylo jen 14 let a Marie Medicejská bezohledně trvala na okamžitém naplnění manželství. Další manželské styky pokračovaly až po 3 letech. V průběhu dalších let Anna opakovaně otěhotněla, vždy však potratila. Ludvík XIII. se svěřil benátskému vyslanci, že měla čtyři mizerné potraty. Ohledně Anniny plodnosti se král vyjádřil, že její břicho je učiněný hřbitov.
Oba manželé byli povahově naprosto odlišní. V Ludvíkově vztahu k ženám se odrazilo jeho vnímání matky Marie Medicejské, která se k němu chovala velmi chladně a podceňovala ho. Mateřskou lásku, kterou očekával a potřeboval, věnovala v mnohanásobné míře mladšímu synovi Gastonovi. Jeho vztah k ženám byl po celý život problematický, na rozdíl od jeho otce Jindřicha IV. Těch několik málo žen, které ho zaujaly, obdivoval pouze platonicky. Anna byla velmi krásná a citlivá žena s romantickou duší a toužila po obdivu, kterého se jí však od krále nedostávalo. Byla však také lehkomyslná a důvěřovala intrikánům, kteří se hřáli v její přízni a zneužívali ji. Její přátelství s vévodkyní z Chevreuse, která nenáviděla krále, jenž jí ještě jako paní z Luynes, manželku svého oblíbence, odmítl, prohloubilo propast mezi Annou a Ludvíkem. Vévodkyně lákala Annu k nepředloženostem, které měly vážné následky. Jejich společné skotačení způsobilo Annin potrat.

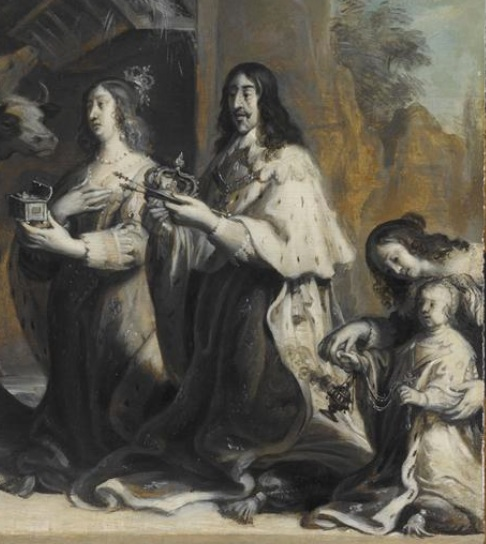
Královská rodina

Ludvík XIII. Anně Rakouské nedůvěřoval. Měl k tomu několik důvodů. Měla sklony k flirtování a muži podléhali jejímu kouzlu. Její dvorní dáma paní z Motteville napsala ve svých pamětech, že její úsměv dobyl tisíce srdcí. Dobová šeptanda mluvila o její náklonnosti k Montmorencymu a Buckinghamovi. Annino jméno také figurovalo v řadě intrik, na základě kterých by se měla Anna stát manželkou Gastona Orleánského, svého švagra, v případě úmrtí nebo svržení Ludvíka XIII. V roce 1637 byla zachycena Annina korespondence s bratrem Filipem, což se v době války se Španělskem rovnalo zradě. Byla vykázána na zámek Chantilly a dále byla považována za politicky nespolehlivou.
Anniny vztahy s kardinálem de Richelieu nebyly takové, jak je popisuje Alexandre Dumas ve svých Třech mušketýrech. Kardinál Richelieu obdivoval krásné ženy a pokoušel se dosáhnout královniny přízně. Vévodkyně z Chevreuse opakovaně na jeho účet žertovala a Anna se smála jejím taškařicím. Vévodkyně z Chevreuse získala dalšího mocného nepřítele a královnu přestal kardinál respektovat. Situace se vyostřila, když si kardinál uvědomil, jakým se Anna, figurující v řadě intrik, stává nebezpečím pro krále.
Anna prožila 22 let v bezdětném manželství. Účastnila se procesí a dovolávala se pomoci svatých, zvláště sv. Leonarda. Neustále byla pod hrozbou zrušení manželství, neboť neplodnost katolická církev považovala za důvod pro zapuzení manželky.[zdroj?] Anna, která se blížila k období, kdy plodnost žen této doby končila, opět shledala, že je těhotná. Tentokrát se však cítila velmi dobře a bylo zřejmé, že dítě bez problémů donosí. Mluvilo se o zázraku a také se spekulovalo o otcovství dítěte. Diskuse zarazil Ludvík XIII. prohlášením „že těžko se dá mluvit o zázraku, když manžel, který spí se svou ženou, jí udělá dítě.“ O početí dítěte se vypráví příběh, kdy se Ludvík uchýlil ke své manželce proto, že jej na cestě zastihla bouře a vzhledem k tomu, že s přenocováním nepočítal, neměl s sebou svou postel. Na naléhání svého doprovodu se uchýlil ke královně.

## Královna matka

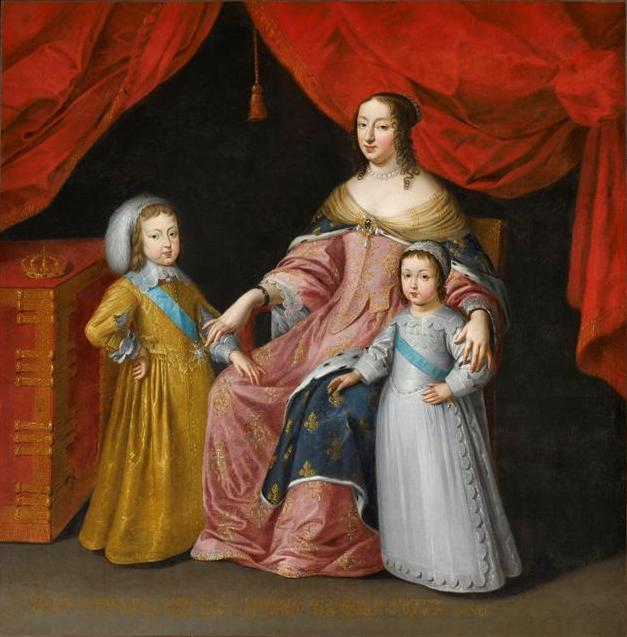
Anna Rakouská s oběma syny

4. září 1638 začala královna rodit na zámku Saint-Germain, kde se také narodil Ludvík XIII. 5. září 1638 v 11.20 hod. porodila, o něco později, než bylo počítáno, zdravého syna, který dostal jméno Ludvík a nazván byl „Dieudoné“, neboli bohem seslaný. Paní z Motteville ve svých pamětech uvádí, že „Spatřili v náruči královny Anny, o níž věděli, že snášela nesmírné ústrky s velkou neochvějností, jejich dětského krále, jako dar seslaný z nebes v odpověď na jejich modlitby.“ Anna na znamení díků dala postavit v klášteře Val-de-Grâce, který byl stánkem španělské komunity, památeční kapli.
Narození dítěte, zvláště syna, změnilo Annino postavení. Nejenom, že hrozba zapuzení byla zažehnána, ale v případě úmrtí krále se královna matka obvykle stávala regentkou vládnoucí za svého syna do jeho dospělosti. Anna se narozením syna změnila. Jakoby se teprve nyní stala skutečně francouzskou královnou a přestala být španělskou infantkou. Brzy na to otěhotněla opět a 22. září 1640 se jí narodil další chlapec, který dostal jméno Filip, kterému říkali malý Monsieur. Po smrti králova bratra Gastona na něj přešly tituly náležící mladšímu dauphinovu bratru a stal se vévodou Orleánským.
Anna byla na svou dobu výjimečná a vřelá matka. S dětmi trávila mnoho času a ovlivňovala jejich výchovu. S jejími výsledky však Ludvík XIII. nebyl vždy spokojen a velmi často vyhrožoval královně, že jí děti odebere a svěří loajálním vychovatelům. Annin život tak pokračoval pod další hrozbou. Získala však spojence, kterého nepředvídala. Stal se jím kardinál Richelieu, který zaznamenal změnu v královnině chování a uvítal ji, jako každou skutečnost, která posilovala francouzskou korunu. Vždy, když král zvažoval odebrání dětí Anně, naléhal na něj, ať toho nečiní. Jejich vztahy se staly korektními v době, kdy mu odhalila přípravu zrádcovské smlouvy se Španělskem v rámci komplotu, který připravoval králův oblíbenec Cinq-Mars. Nelze vyloučit, že byla do komplotu zasvěcená, ale její instinkt jí tentokrát napověděl, jak nebezpečnou hru by hrála. Nepochybně si také uvědomila, že král umírá a bylo třeba se připravit na úlohu regentky a převzetí vlády za malého syna. Oslabení Francie v důsledku smlouvy se Španělskem a nové posílení postavení velmožů se tak příčil zájmům koruny. Richelieu to ocenil. I on věděl, že nejenom královy dny, ale i jeho jsou v důsledku nemoci sečteny a vychoval proto vhodného nástupce, kterým byl Giulio Mazarini. Tohoto hezkého muže představil královně Anně a neodpustil si s úsměvem poznamenat, že se jí bude líbit, neboť se podobá Buckinghamovi.
Ludvík XIII. věděl, že umírá. Nedůvěřoval charakteru ani schopnostem Anny Rakouské. Chtěl ji vyloučit z rozhodujícího podílu na moci a zásadně omezit její budoucí regentství. To však znamenalo zásah do tradice. Mazarin mu radil opatrnost. V závěti sice královnu matku ustanovil regentkou, ale zároveň zřídil radu, jejímiž rozhodnutími bude regentka vázána. Radě měla formálně předsedat královna. Dalšími jejími členy byl králův zrádný bratr Gaston Orleánský, vévoda z Condé a čtyři osvědčení služebníci Ludvíka XIII., mezi nimi i Mazarin. Královna Anna byla v šoku. Mazarin jí však vysvětlil, že po Ludvíkově smrti se dá mnohé změnit a požádal o její důvěru. 14. května 1643 zemřel Ludvík XIII. v zámku Saint-Germain na tuberkulózu. Po jeho smrti se celá královská domácnost přestěhovala do Louvru.

## Královna regentka
Dne 18. května 1643 byl svolán pařížský parlament k formální ratifikaci královy poslední vůle ohledně podmínek regentství. Anna Rakouská však nezapřela hrdou Španělku, kterou netečné zacházení jejího manžela dávno zbavilo jakékoliv něhy. Byla však navzdory svému mírnému vzezření „tučné Švýcarky“ náchylná k návalům vzteku, kdy se její hlas měnil v ostrou a pronikavou fistuli. Dostavila se s královským dítětem do Parlamentu a požadovala, aby závěť byla zrušena a její regentství prohlášeno za bezpodmínečné. Ludvíkem XIII. často pokořovaný parlament příležitosti projevit svou moc okamžitě využil. Vyhlásil, že restrikce uvalené na regentku porušují principy a jednotu monarchie. Anna se stala neomezenou regentkou a bude vládnout za pomoci rady složené z jí vybraných osob. Královna parlamentu na oplátku slíbila posílení jeho postavení ve státě. Všeobecně se očekávalo, že této moci využije k rozehnání pozůstalých po kardinálu Richelieuovi. Anna si však za svého prvního ministra zvolila Richelieuova chráněnce Mazarina, kterého jmenovala prvním ministrem nejpozději 21. května 1643.

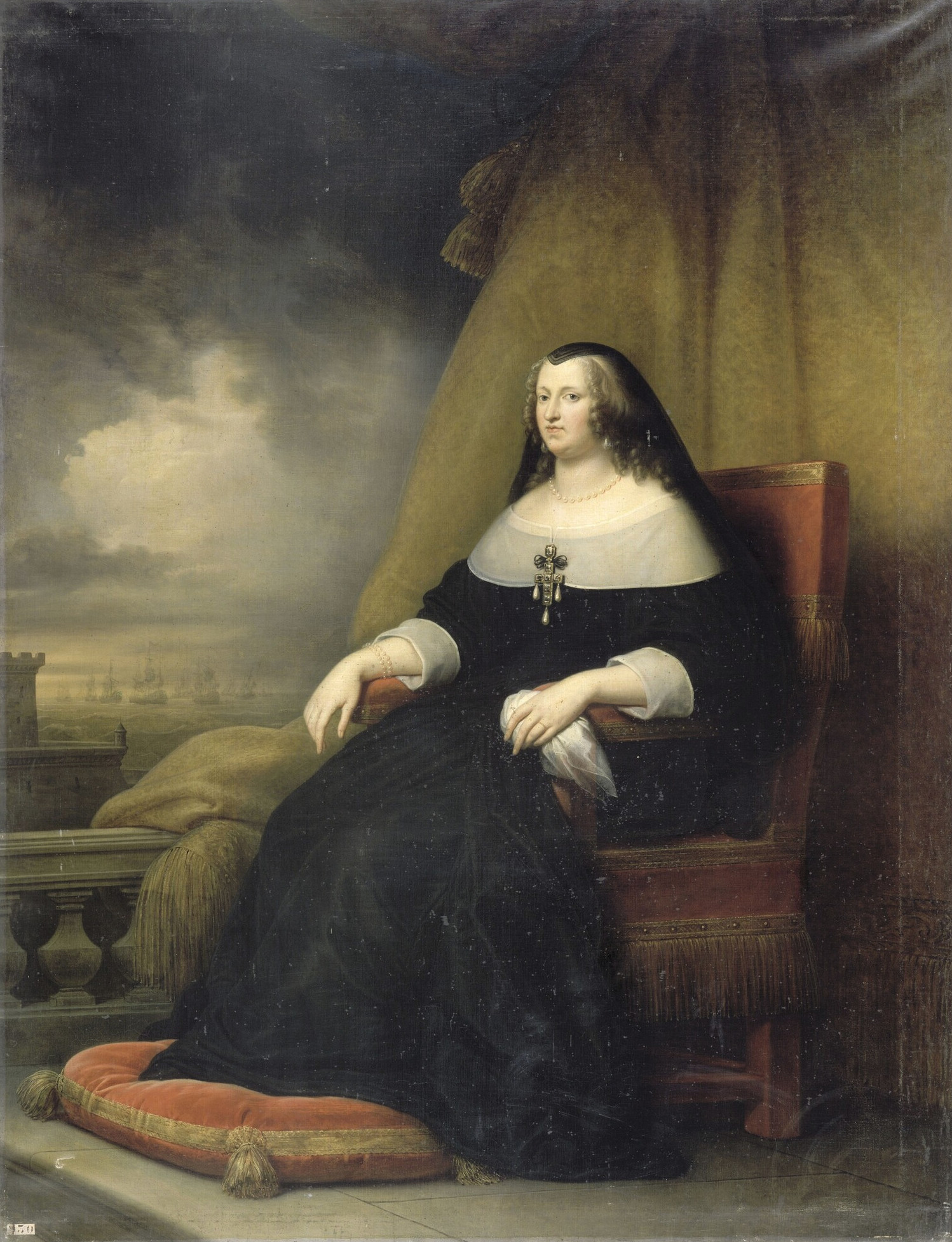
Anna Rakouská jako vdova

Propustila nenáviděné služebníky, kteří ji sužovali, využívajíce nesnášenlivosti krále. Jednou z prvních byla odvolána Françoise de Lansac, guvernantka Anniných synů, a nahradila ji Marie-Catherine de Senecey, pozdější vévodkyně de Randan. Z vyhnanství pozvala i své bývalé přítelkyně, a to Marii z Hautefortu a vévodkyni z Chevreuse. Královna však nyní byla jinou ženou než v době, kdy se s oběma ženami přátelila. Zvláště paní z Chevreuse, která stále neúnavně intrikařila, nebyla pro královnin dvůr přijatelná. Královna projevovala dobrou vůli, udělovala požitky, důchody, odměny, úřady, ale také prováděla politiku pevné ruky tak, jak jí radil první ministr. Na rozdíl od své tchyně nebyla pouhou loutkou v rukou oblíbenců, kteří mysleli jen na svůj prospěch. Kardinál Mazarin, i přes řadu negativních povahových vlastností, měl na mysli především blaho Francie. To se však příčilo především vysoké šlechtě, která naléhala na jeho svržení. Královská pokladna byla takřka prázdná. Anna, na návrh kardinála Mazarina, byla nucena zavést úsporná opatření a pro hrazení některých svých potřeb dokonce prodávala své šperky.
I přes rozsáhlé povinnosti regentky se stále důsledně věnovala výchově svých synů a trávila s nimi hodně času. Ke každému z nich však měla odlišný vztah. Ludvíka vychovávala jako budoucího krále. Chovala se k němu s úctou, ale neváhala ho potrestat. K Filipovi však byla odtažitá. Nejspíš z obavy, aby se v budoucnu neopakoval příběh revoltujícího Gastona Orleánského, mlčky přihlížela k tomu, jak hezkého Filipa strojí do holčičích šatiček a vychovávají ho spíše jako dívku. Až příliš pozdě, když dospělý Ludvík vážně onemocněl, si uvědomila, že Filip nebyl vychováván pro postavení krále a jeho nastoupení na trůn by mohlo vážně ohrozit monarchii. Oba synové si s Annou užívali jejích libůstek. Záliba v dobrém jídle, pití, občasném nicnedělání, lovu, jízdě na koni, ale i koupelích, to všechno synové sdíleli s ní. Vychovávala je v upřímné víře a vřelé oddanosti ke katolické církvi.
V roce 1648 vypuklo v Paříži povstání Frondy. Parlament se bouřil, protože nebyly splněny sliby, které jim královna dala. Vysoká šlechta revoltovala, neboť byla potlačována její neomezená moc. Všichni se shodovali v tom, že původcem je první královnin ministr. To nebylo nic nového. Když se v roce 1643 vrátila z vyhnanství vévodkyně z Chevreuse, splétala rozsáhlé intriky za účelem Mazarinova odstranění a k tomuto účelu použila vévodu z Beaufortu. Ten byl přesvědčen, že Annu Rakouskou okouzlí stejně, jako kdysi vévoda z Buckinghamu. Nestalo se tak a vévoda skončil ve vězení pevnosti Vincennes. Později se vévodkyně pokusila zorganizovat Mazarinovo zavraždění, které nevyšlo. Anna Rakouská nařídila vévodkyni z Chevreuse, aby opustila Paříž.
Fronda se však vyznačovala intrikami mocných, kteří obratně přecházeli vždy na tu stranu, která jim přinášela větší výhody. Ten, kdo byl dnes spojencem, byl zítra nepřítelem. Mazarin se rozhodl v roce 1651 odejít do exilu a doufal, že se tím situace uklidní. Této situace se snažil využít vévoda z Condé, který přešel na stranu Frondy. Plánoval obejít Parlament, svolat Generální stavy, pozdržet blížící se královu zletilost a vyhlásit nové období regentství, kdy by se stal regentem na místo Anny Rakouské on. Anna hrála o čas. Vyjednávala se znesvářenými stranami a snažila se velmože poštvat proti sobě. 5. září 1651 předstoupil třináctiletý Ludvík XIV. před Parlament, který jej prohlásil zletilým. Jednou z podmínek Parlamentu bylo regentčino potvrzení Mazarinova exilu, což se stalo. Anna Rakouská se vzdala regentství a formálně složila vládu do rukou krále. Po dalších devět let se však ve způsobu vlády nic nezměnilo. V roce 1652 již byla Fronda zažehnána. Condé odešel do Španělska a Ludvík XIV. v budoucnu již nikdy Pařížanům nevěřil. V roce 1653 se vrátil Mazarin z vyhnanství.

## „Láska“ vévody z Buckinghamu

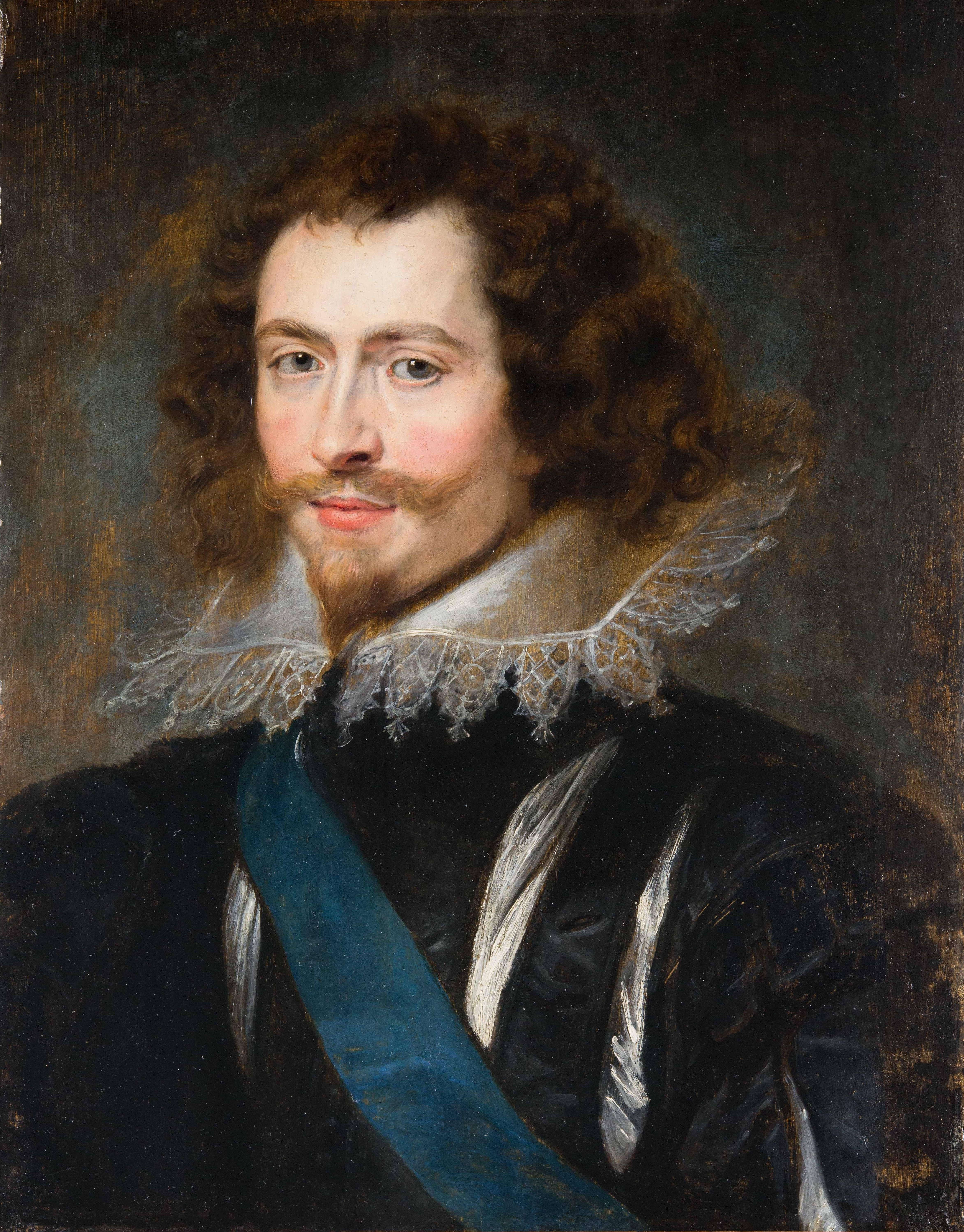
George Villiers, 1. vévoda z Buckinghamu

Lásku Anny Rakouské a vévody z Buckinghamu zidealizoval a romanticky popsal ve svých Třech mušketýrech Alexandre Dumas. Skutečnost však není zdaleka tak poetická.
V květnu roku 1625 přicestoval vévoda z Buckinghamu, ministr krále Karla I. do Paříže, aby sjednal smlouvu o spojenectví mezi Anglií a Francií a dohodl podmínky sňatku mezi svým králem a Jindřiškou Marií Bourbonskou, sestrou Ludvíka XIII. Kardinál Richelieu byl opatrný ohledně spojenectví s Anglií, takže jediným výsledkem byl dohodnutý sňatek mezi anglickým králem a francouzskou princeznou. Princeznu doprovázela na hranice Francie tehdy 24letá Anna Rakouská. S vévodou z Buckinghamu se setkala již při ceremoniích v Paříži, cesta svatebního průvodu umožnila oběma mladými lidem se více poznat.
7. června 1625 dorazil průvod do Amiensu, kde guvernér Pikardie uspořádal velkolepou slavnost. 16. června 1625 se odehrála scéna, která se stala předlohou Dumasova příběhu. Popsal ji ve svých Memoárech královnin komoří La Porte. Večer, v biskupských zahradách se procházela královna Anna, vévoda z Buckinghamu, vévodkyně z Chevreuse, anglický vyslanec lord Holland a královnin doprovod. Anna se s Buckinghamem na chvíli ocitla zcela sama. Buckingham se pod rouškou soumraku osmělil natolik, že se pokusil ji obejmout. Královna však vykřikla a všichni se tam okamžitě seběhli. Příběh byl převyprávěn osobami, které tam nikdy nebyly i jinak. Buckingham se prý pokusil královny dokonce násilím zmocnit. Krásný a ctižádostivý vévoda dostal královnu do nepříjemně kompromitující situace. Lehkomyslná Anna, které jistě vévodův zájem lichotil, jej příkře neodmítla, ač měla, protože vévoda vyvolal již v Paříži nelibost Ludvíka XIII. svým okázalým chováním. Vévoda se přiblížil ke královně opět při loučení v Abbeville, odkud měla jet zpět do Paříže. Se slzami v očích jí skryt za záclonkou kočáru cosi šeptal. Z cesty do Boulogne se Buckingham z ničeho nic rozhodl opět vrátit do Abbeville, kde vešel do královniny ložnice, klesl u jejího lože na kolena, líbal závěsy a říkal spoustu něžných věcí. Anna jej nezahrnula hněvem ani odsouzením. Vévoda proto odešel s úmyslem se co nejdříve do Francie vrátit. Nikdy se tak již nestalo.
Historikové hledali odpověď na otázku, co bylo důvodem pro toto Buckinghamovo chování. Obvykle se nenechával takto unášet city. Dospěli k názoru, že jej nejspíš posedla myšlenka svést takto vysoce postavenou dámu, jež byla spojena s oběma zeměmi, které ho dle jeho názoru urazily.

## Vztah s kardinálem Mazarinem

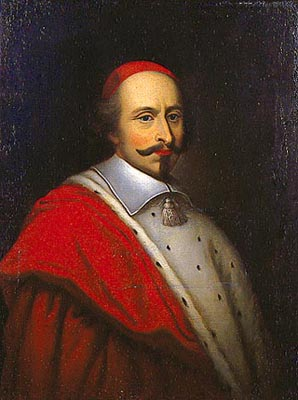
Kardinál Mazarin

To, jaký byl skutečný vztah mezi Annou Rakouskou a kardinálem Mazarinem, dodnes zkoumají historikové. Ital Giulio Mazzarini byl původně papežský diplomat, který dosáhl kardinálské hodnosti, tudíž nosil kněžský šat, avšak nikdy nebyl vysvěcen na kněze. Svými schopnostmi a výmluvností zaujal kardinála Richelieua natolik, že jej vzal do svých služeb a vychoval z něj svého nástupce. Po vstupu do francouzských služeb změnil své jméno na Jules Mazarin. Ze společné vlády Itala a Španělky měli Francouzi obavy, stále si pamatovali na dobu regentství Marie Medicejské a jejích italských přisluhovačů. Z cizince se však stal oddaný služebník státu a z Anny Rakouské cílevědomá státnice.
Anně byl Mazarin představen ještě za života kardinála Richelieua, který znal královninu slabost pro hezké muže. Annu Rakouskou Mazarin zaujal. Byl velmi pozorný. Se vzdělaným mladým mužem mohla mluvit ve své rodné kastilštině, což jí velmi těšilo. Přijímala od něj dárky z Říma, rukavičky, voňavky, vějíře a další drobné maličkosti. Annina mlsnost byla pověstná, objednával pro ni proto z Itálie nejvybranější šunky, sýry a pomeranče až z Portugalska. Neváhal, když vyhrál v kartách, svou výhru darovat královně. Všemi těmito pozornostmi si získal Anninu přízeň.
Anna mu uvěřila, že dokáže zajistit, aby její regentství nebylo ničím omezováno tak, jak si přál Ludvík XIII. Mazarin svůj slib splnil a na oplátku byl jmenován prvním ministrem. Nezkušená královna se pod jeho vedením změnila v důstojnou a sebejistou regentku. Nenávist šlechty i Pařížanů vůči Mazarinovi, vrcholící v době Frondy, Annu překvapovala. I v tom se projevila její počáteční nezkušenost. Nechápala, proč je nenáviděn někdo, kdo dle jejího názoru všechny své síly vynakládá pro dobro Francie. Bránila Mazarinovu odchodu až do poslední chvíle. On sám jí musel přesvědčovat, aby souhlasila s jeho dočasným odchodem do exilu z důvodu uklidnění situace. V době od 1651–1653 byl ve vyhnanství. Byli však ve stálém písemném kontaktu. Mazarin odpovídal na regentčiny dotazy, poskytoval jí rady a doporučení. Vše s cílem opětného posílení královské autority. Dopisy velmi často doručoval také pan d’Artagnan, který byl po rozpuštění královských mušketýrů v roce 1646 v kardinálových službách. Mazarin se ke dvoru vrátil 2. února 1653.
Nejenom tehdejší vysoká společnost, ale i současní historikové spekulují o možném Mazarinově otcovství obou Anniných dětí. Z dochovaných dokumentů však nelze podobnou domněnku prokázat. S největší pravděpodobností v době početí následníka trůnu nebyl ve Francii.
Jules Mazarin byl ve své korespondenci i v deníku velmi opatrný, pokud se jedná o nástin jeho soukromých vztahů s Annou Rakouskou. Dochovalo se však 11 Anniných dopisů Mazarinovi, svědčících o něze, oddanosti a vřelém vztahu. Není jisté, zdali poměr mezi Annou Rakouskou a Mazarinem byl završen manželstvím. Spekuluje se však o něm stejně tak, jako o manželství Ludvíka XIV. s Madame de Maintenon, o kterém též nezůstaly žádné důkazy. Anna Rakouská byla zbožná žena a lze téměř vyloučit, že by žila v hříchu. Pokud se jejich vztahy staly intimními, historikové se přiklání k teorii tajného sňatku. Taková manželství nebyla nic výjimečného. Byla platně uzavřena, umožňovala soužití, avšak z právního hlediska neexistovala. Je však možné, že vztahy nikdy nepřekročily hranice něžného přátelství. Anna prožila dlouhé nešťastné manželství bez lásky a toužila více než po sexu po něze, loajalitě, přátelství a ochraně. Ať byl mezi oběma lidmi vztah jakýkoliv, je pravdou, že společně vytvořili rodinu pro oba prince. Zvláště Ludvíka pečlivě připravovali pro jeho budoucí roli suverénního vladaře.
Mazarin nikdy nezapomněl zahrnovat královskou rodinu řadou pozorností. Věděl, že Anna miluje divadlo, zvláště italské satirické frašky. Ludvík podědil tuto zálibu po ní a později se zaměřil zvláště na balet a operu. Mazarin neváhal přivážet na dvůr pro jejich potěšení ty nejlepší evropské umělce. Od raného věku přiváděl mladého krále na jednání státní rady a zasvěcoval ho do tajů vládnutí. Anna prohlašovala, že je nejlepší přítel, jakého na světě má. Slíbila mu, že se o jeho neteře postará jako o své příbuzné. Ani královna, ani první ministr však nesouhlasili s tím, aby se Ludvík oženil s jednou z nich.
Kardinál zemřel po delší nemoci 9. března 1661. Královnu jeho smrt hluboce zasáhla a oplakala ho. Objednala mu mramorovou hrobku. Kromě jiných věcí odkázal čtrnáctikarátový diamant Anglická růže.

## Závěr života
Poté, kdy se Ludvík ujal vlády, se Anna nestáhla do ústraní, jak původně zamýšlela. Za své útočiště si již dříve vyhlédla klášter ve Val-de-Grâce.
Po smrti Mazarina se oslabil Annin politický hlas. Šlechta podporovala mladého krále v získávání samostatnosti na matce. Suverénní královo postavení se projevilo i v případě Nicolase Fouqueta, královnina spojence, kterého nechal král odsoudit. Anna byla bezmocná. Madame de Sévigné, která patřila k Fouquetovým přátelům, se však ve svém dopise ze dne 20. listopadu 1664 vyjádřila, že nevěří ani za mák tomu, že královna požádá krále o milost pro nešťastného vězně, neboť má své zprávy o útlocitu, který v tomto kraji vládne.
Anna Rakouská vždy podporovala sňatek svého syna se španělskou infantkou Marií Terezou, která byla její neteří. Sňatek sjednal ministr Mazarin v rámci Pyrenejské smlouvy. Marie Tereza se stala pro ni dcerou, kterou nikdy neměla. Společně se věnovaly náboženským obřadům, mluvily španělsky a pily čokoládu. S druhou snachou, anglickou princeznou Henriettou Annou Stuartovnou, která byla taktéž její neteří, však neměla tak dobré vztahy, jako s Marií Terezou. Jindřiška byla příliš galantní, lehkovážná a příliš se podobala módním preciózkám. Její flirtování s mladým králem budilo nejenom Annino pohoršení. Ludvík se však zamiloval do Jindřiščiny dvorní dámy Louisy de La Vallière, důsledkem čehož se jeho vztahy s matkou zhoršily. Královo hledání uspokojení mimo manželské lože zbožnou Annu velmi pobuřovalo. Vyhrožovala odchodem do Val-de-Grâce, Ludvík se však nedal přesvědčit a Anna nakonec ustoupila. Těžce však snášela odcizení s Ludvíkem a také Filipovu zjevnou homosexualitu.
V roce 1664 se královnino zdraví začalo zhoršovat. Trápily ji bolesti, křeče nohou a horečka. Také se u ní projevily první symptomy rakoviny prsu. Léčba obklady z hašeného vápna, aby bylo možné odstranit zasaženou tkáň, byla nesmírně bolestivá. Stejně tak jako následující veřejné chirurgické úkony. Ke konci života byla Annina bolest již natolik ukrutná, že jí nedovolovala ani spát. Domnívala se, že trpí za svou dřívější pýchu na svou krásu. Její nádherné ruce otekly tak, že již nemohla obléci žádné rukavice. I paní z Motteville, věrná královnina dvorní dáma, musela přiznat, že nemoc královnu připravila o veškeré zbytky krásy.
Před svou smrtí zažila královna ještě jednu špatnou zprávu. Dne 17. září 1665 zemřel její mladší bratr, španělský král Filip IV.
Anna Rakouská zemřela 20. ledna 1666 v 64 letech. Pohřeb se konal 12. února 1666 v bazilice Saint-Denis, kam již 28. ledna 1666 přivezli královnino nabalzamované tělo. Srdce ve stříbrné schránce bylo uloženo ve Val-de-Grâce, vnitřnosti v pařížském klášteře karmelitek. Od 29. ledna 1666 se konaly desítky bohoslužeb a mezi chudinu bylo každý den rozhozeno 150 livrů. Syn Ludvík prohlásil, že královna Anna byla jedním z největších králů Francie, čímž jí vzdal hlubokou úctu.

## Vývod z předků
|                 |                          |  |                    |                         |  |  |  |  |  |  |  | Filip I. Kastilský |
|                 |                          |  |                    |                         |  |  |  |  |  |  |  |                    |
|                 | Karel V.                 |  |                    |                         |  |  |  |  |  |  |  |                    |
|                 |                          |  |                    |                         |  |  |  |  |  |  |  |                    |
|                 |                          |  |                    | Jana I. Kastilská       |  |  |  |  |  |  |  |                    |
|                 |                          |  |                    |                         |  |  |  |  |  |  |  |                    |
|                 | Filip II. Španělský      |  |                    |                         |  |  |  |  |  |  |  |                    |
|                 |                          |  |                    |                         |  |  |  |  |  |  |  |                    |
|                 |                          |  |                    | Manuel I. Portugalský   |  |  |  |  |  |  |  |                    |
|                 |                          |  |                    |                         |  |  |  |  |  |  |  |                    |
|                 | Isabela Portugalská      |  |                    |                         |  |  |  |  |  |  |  |                    |
|                 |                          |  |                    |                         |  |  |  |  |  |  |  |                    |
|                 |                          |  |                    | Marie Aragonská         |  |  |  |  |  |  |  |                    |
|                 |                          |  |                    |                         |  |  |  |  |  |  |  |                    |
|                 | Filip III. Španělský     |  |                    |                         |  |  |  |  |  |  |  |                    |
|                 |                          |  |                    |                         |  |  |  |  |  |  |  |                    |
|                 |                          |  |                    | Ferdinand I. Habsburský |  |  |  |  |  |  |  |                    |
|                 |                          |  |                    |                         |  |  |  |  |  |  |  |                    |
|                 | Maxmilián II. Habsburský |  |                    |                         |  |  |  |  |  |  |  |                    |
|                 |                          |  |                    |                         |  |  |  |  |  |  |  |                    |
|                 |                          |  |                    | Anna Jagellonská        |  |  |  |  |  |  |  |                    |
|                 |                          |  |                    |                         |  |  |  |  |  |  |  |                    |
|                 | Anna Habsburská          |  |                    |                         |  |  |  |  |  |  |  |                    |
|                 |                          |  |                    |                         |  |  |  |  |  |  |  |                    |
|                 |                          |  |                    | Karel V.                |  |  |  |  |  |  |  |                    |
|                 |                          |  |                    |                         |  |  |  |  |  |  |  |                    |
|                 | Marie Španělská          |  |                    |                         |  |  |  |  |  |  |  |                    |
|                 |                          |  |                    |                         |  |  |  |  |  |  |  |                    |
|                 |                          |  |                    | Isabela Portugalská     |  |  |  |  |  |  |  |                    |
|                 |                          |  |                    |                         |  |  |  |  |  |  |  |                    |
| 'Anna Rakouská' |                          |  |                    |                         |  |  |  |  |  |  |  |                    |
|                 |                          |  |                    |                         |  |  |  |  |  |  |  |                    |
|                 |                          |  | Filip I. Kastilský |                         |  |  |  |  |  |  |  |                    |
|                 |                          |  |                    |                         |  |  |  |  |  |  |  |                    |
|                 | Ferdinand I. Habsburský  |  |                    |                         |  |  |  |  |  |  |  |                    |
|                 |                          |  |                    |                         |  |  |  |  |  |  |  |                    |
|                 |                          |  |                    | Jana I. Kastilská       |  |  |  |  |  |  |  |                    |
|                 |                          |  |                    |                         |  |  |  |  |  |  |  |                    |
|                 | Karel II. Štýrský        |  |                    |                         |  |  |  |  |  |  |  |                    |
|                 |                          |  |                    |                         |  |  |  |  |  |  |  |                    |
|                 |                          |  |                    | Vladislav Jagellonský   |  |  |  |  |  |  |  |                    |
|                 |                          |  |                    |                         |  |  |  |  |  |  |  |                    |
|                 | Anna Jagellonská         |  |                    |                         |  |  |  |  |  |  |  |                    |
|                 |                          |  |                    |                         |  |  |  |  |  |  |  |                    |
|                 |                          |  |                    | Anna z Foix             |  |  |  |  |  |  |  |                    |
|                 |                          |  |                    |                         |  |  |  |  |  |  |  |                    |
|                 | Markéta Habsburská       |  |                    |                         |  |  |  |  |  |  |  |                    |
|                 |                          |  |                    |                         |  |  |  |  |  |  |  |                    |
|                 |                          |  |                    | Vilém IV. Bavorský      |  |  |  |  |  |  |  |                    |
|                 |                          |  |                    |                         |  |  |  |  |  |  |  |                    |
|                 | Albrecht V. Bavorský     |  |                    |                         |  |  |  |  |  |  |  |                    |
|                 |                          |  |                    |                         |  |  |  |  |  |  |  |                    |
|                 |                          |  |                    | Jakobea z Badenu        |  |  |  |  |  |  |  |                    |
|                 |                          |  |                    |                         |  |  |  |  |  |  |  |                    |
|                 | Marie Anna Bavorská      |  |                    |                         |  |  |  |  |  |  |  |                    |
|                 |                          |  |                    |                         |  |  |  |  |  |  |  |                    |
|                 |                          |  |                    | Ferdinand I. Habsburský |  |  |  |  |  |  |  |                    |
|                 |                          |  |                    |                         |  |  |  |  |  |  |  |                    |
|                 | Anna Habsburská          |  |                    |                         |  |  |  |  |  |  |  |                    |
|                 |                          |  |                    |                         |  |  |  |  |  |  |  |                    |
|                 |                          |  |                    | Anna Jagellonská        |  |  |  |  |  |  |  |                    |
|                 |                          |  |                    |                         |  |  |  |  |  |  |  |                    |